# SCIO Automation
Die SCIO Automation GmbH mit Sitz im rheinland-pfälzischen Frankenthal ist eine globale Automatisierungsplattform mit über 1000 Mitarbeitern. Sie ist an über 30 Standorten in 8 Ländern durch mehrere eigenständig agierende Tochterunternehmen im Bereich der industriellen Automatisierungstechnik sowie weiterer Ingenieurs- und Inbetriebnahme-Dienstleistungen vertreten.

## Geschichte
Die Scio Automation wurde im Januar 2019 durch den Zusammenschluss der Unternehmen Vescon Gruppe und Schiller Automatisierungstechnik GmbH gegründet. Die Quadriga Capital ist Mehrheitsgesellschafter der SCIO. Seither hat sich die Firmenplattform durch weitere Akquisitionen erweitert, so dass das Firmenportfolio nun aus neun Unternehmensmarken besteht.
In der Scio Automation Gruppe sind aktuell (Stand 2023) zehn Unternehmensmarken integriert. Die Unternehmen innerhalb der Scio Automation agieren weiterhin operativ unabhängig.
- Vescon Gruppe & Schiller Automatisierungstechnik GmbH; im Januar 2019 wurde die Scio Automation GmbH durch den Zusammenschluss der Vescon und Schiller Automatisierungstechnik gegründet.[10]
- PrintoLUX GmbH; die PrintoLUX GmbH gehört zur Vescon Gruppe.[11]
- Autkom GmbH & tmp GmbH; die beiden deutschen Automatisierungsspezialisten Autkom GmbH und die tmp GmbH sind mit Wirkung zum 30. Juli 2019, der Scio beigetreten.[12][13]
- Industrial Automation LLC; Industrial Automation LLC mit Firmensitzen in den USA und Mexiko wurde mit Wirkung zum 31. August 2020 Teil der Scio Automation GmbH.[14]
- Mojin Robotics GmbH; Mojin Robotics GmbH ist seit dem 1. September 2020 ein Tochterunternehmen der Schiller Automatisierungstechnik GmbH und damit Teil der Scio Automation Gruppe.[15]
- Vescon Aqua GmbH; mit Wirkung zum 15. Dezember 2020 wurde die Bilfinger GreyLogix Aqua GmbH, eine Tochtergesellschaft der Bilfinger GreyLogix GmbH, von der Scio Automation übernommen. Aqua tritt seitdem unter dem Namen Vescon Aqua GmbH auf.[16]
- MFI GmbH: Die Scio kaufte mit Wirkung zum 14. Dezember 2020 den Automatisierungsspezialisten MFI GmbH mit Hauptsitz in Benningen am Neckar.[17]
- Modumaq Gruppe (2021); im Dezember 2021 wurde die spanische Automatisierungsgruppe Modumaq Soluciones Tecnológicas S.L. übernommen.[18][19]
- MRB Automation GmbH (2022); im Oktober 2022 hat SCIO Automation die MRB Automation GmbH mit Sitz in Ilmenau übernommen.[20]